# Pattern 1914
El Pattern 1914 fue un fusil británico de la Primera Guerra Mundial y la Segunda Guerra Mundial. Un arma de cerrojo con un cargador interno fijo de 5 cartuchos, fue principalmente fabricado bajo contrato por empresas estadounidenses. Sirvió como fusil de francotirador, al igual que arma de segunda línea y reserva hasta ser declarado obsoleto en 1947. El P14 fue el sucesor del Pattern 1913 y el predecesor del M1917 Enfield.

## Historia
Durante la Segunda guerra de los Bóeres los británicos se enfrentaron a los precisos disparos de largo alcance de los fusiles Mauser Modelo 1893 y Modelo 1895, que empleaban el cartucho 7 x 57 Mauser. Este pequeño cartucho de alta velocidad impulsó al Departamento de Guerra a desarrollar en 1910 su propio cartucho magnum, el .276 Enfield (7 x 60). Se construyó un nuevo fusil avanzado que empleaba un cerrojo tipo Mauser modificado para dispararlo, el Pattern 1913 (P13); se estaba poniendo a punto su producción en serie cuando empezó la Primera Guerra Mundial, pero introducir un nuevo cartucho en tiempo de guerra supondría un gran problema logístico, así que fue cancelado.
El adaptar este fusil para disparar el cartucho estándar .303 British, dio origen al Rifle, .303 Pattern 1914 (P14), un diseño competente alimentado desde un depósito interno fijo con capacidad de cinco cartuchos. Con sus proeminentes orejetas protectoras del alza, manija "pierna de perro" del cerrojo y abultado depósito, tenía una apariencia característica. Su acción era básicamente un diseño Mauser con algunas características del Lee-Enfield y mejorado para disparos rápidos con amartillamiento al cerrar el cerrojo, una característica muy apreciada por el Ejército británico y su énfasis en soldados altamente entrenados para disparar con rapidez, pero menos apreciada en otros ejércitos, como el estadounidense o el alemán, donde se preferían fusiles que se amartillaban al abrir el cerrojo tales como el Springfield M1903 y el Mauser 98. Los fusiles que se amartillar al abrir el cerrojo son más difíciles de accionar cuando se calientan por disparos rápidos, ya que el esfuerzo para abrir el cerrojo debe comprimir el resorte del percutor para amartillarse y además extraer el casquillo disparado de la recámara. El P14 tenía un diseño avanzado para su época y se dijo que fue el fusil más avanzado de la Primera Guerra Mundial. El P14 tenía un alza dióptrica muy bien diseñada, ajustable para alcances de hasta 1.463 m (1.600 yardas) y con un modo de batalla fijado en 274 m (300 yardas), protegida por proeminentes orejetas integradas sobre el puente del cajón de mecanismos. También tenía mecanismos de puntería para fuego graneado similares a los del SMLE montados en su lado izquierdo, para usarlos hasta 2.377 m (2.600 yardas), aunque eran de poca utilidad y habitualmente eran eliminados cuando el fusil era renovado. El cerrojo tiene una uña extractora tipo Mauser y dos tetones de acerrojado frontales; además tiene un tetón posterior de seguridad, formado por la base de la manija del cerrojo que se encaja en un entalle del cajón de mecanismos. Mucho más rápido y suave de accionar que el de un Mauser 98, el cerrojo estaba bien sostenido durante su recorrido y su rotación al abrirlo y cerrarlo facilitaban su rápida operación. Su inusual manija "pierna de perro" tiene un perfil bajo y sitúa su remate cerca de la mano del tirador, otra vez facilitando el disparo rápido. Al igual que el Lee-Enfield, el seguro se encuentra cerca del pulgar del tirador y puede accionarse silenciosamente. Es una acción grande y fuerte, con un cerrojo de recorrido largo, ya que fue diseñado para un potente cartucho. La resistencia y rigidez de la acción y su comparativamente pesado cañón contribuyeron a otorgarle una merecida reputación en lo que a precisión respecta.

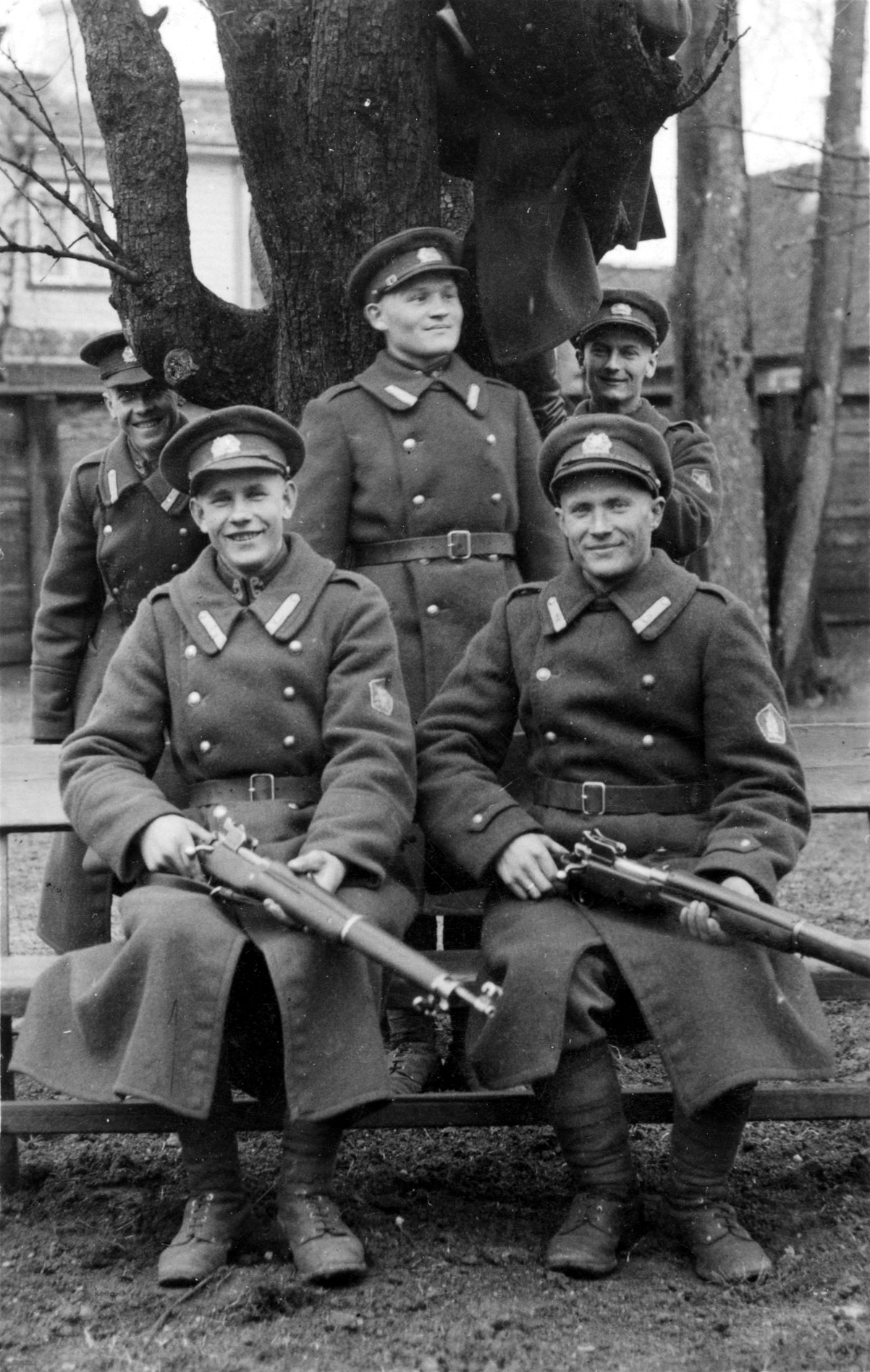
Reclutas estonios del Batallón Partisano Sakala, con fusiles P14 en 1939 o 1940.

El principal contratista (Vickers) fue incapaz de producir más de unos cuantos fusiles, por lo que el P14 fue una idea de facto. En consecuencia, el SMLE continuó siendo el fusil estándar británico durante la Primera Guerra Mundial y más tarde. Comparado con el Lee-Enfield, el P14 era más preciso, más durable y tenía casi la misma gran cadencia de disparo; sin embargo, era considerablemente más pesado y su depósito solamente tenía la mitad de la capacidad del Lee-Enfield, por lo que su cadencia era significativamente menor. En contraste a la experiencia de la Guerra de los Bóeres que dio como resultado el proyecto P13/P14, las condiciones de la Primera Guerra Mundial favorecían la cantidad de disparos, en lo cual el SMLE se destacaba.
La necesidad de armas ligeras adicionales combinada con una reducida disponibilidad de capacidad industrial, llevó al Gobierno británico a firmar contratos con fabricantes estadounidenses de armas civiles, Winchester, Remington y Eddystone (un subsidiario de Remington creado principalmente para producir el P14) para producir el P14 para el Ejército británico antes que los Estados Unidos entren a la guerra en 1917. Sin embargo, cada fábrica producía piezas de diseño propio y surgieron problemas de intercambiabilidad; Winchester era particularmente problemático en este aspecto, llegando al punto de rechazar por meses el cambio al nuevo estándar Mk I*. Por lo tanto, la denominación oficial del fusil dependía de su fabricante: por ejemplo, un Pattern 1914 Mk I W es un Mk I fabricado por Winchester, R sería de Remington o E para Eddystone. El principal uso en combate del P14 durante la Primera Guerra Mundial fue como fusil de francotirador, ya que se observó que era más preciso que el SMLE, tanto en su forma estándar como equipado con alza y punto de mira micrométricos o mira telescópica. Los mecanismos de puntería micrométricos y las miras telescópicas solamente se emplearon en los fusiles fabricados por Winchester, ya que se creía que eran de mejor calidad.
Cuando los Estados Unidos entraron a la guerra, el P14 fue modificado y estandarizado por el Departamento de Armamento de los Estados Unidos, entrando en producción en las mismas fábricas que produjeron el P14 cuando cesó la producción de este último, como el Modelo de 1917. A veces llamado M1917 Enfield, fue calibrado para el cartucho estándar estadounidense .30-06 Springfield y tuvo cierto éxito como complemento del Springfield M1903, que era el fusil estándar estadounidense y rápidamente sobrepasó a este en cantidad producida y distribución.
Antes y durante la Segunda Guerra Mundial, el P14 fue empleado en el Reino Unido tras ser modificado ("Reparación Weedon estándar", oficialmente Mk II) como fusil de retaguardia, principalmente para armar a la Home Guard británica de la Segunda Guerra Mundial. Además el fusil fue nuevamente empleado como fusil de francotirador, aunque su configuración era diferente al de la Primera Guerra Mundial. Adicionalmente, los Estados Unidos enviaron al Reino Unido algunos fusiles M1917 bajo el acuerdo Lend-Lease, aunque el diferente cartucho limitó su empleo y se tuvo que marcar visiblemente los fusiles con una banda roja de 2 pulgadas de ancho alrededor de la culata. El Ejército australiano también empleó unos cuantos fusiles de francotirador P14 durante la Segunda Guerra Mundial. En 1947 fue declarado obsoleto por el Ejército británico.
Los fusiles P14 sobrantes fueron vendidos en todo la Commonwealth, especialmente en Canadá, Nueva Zelanda y Sudáfrica, donde demostraron ser populares para tiro al blanco y como fusiles de cacería.

## Usuarios
- Reino Unido
- Estonia

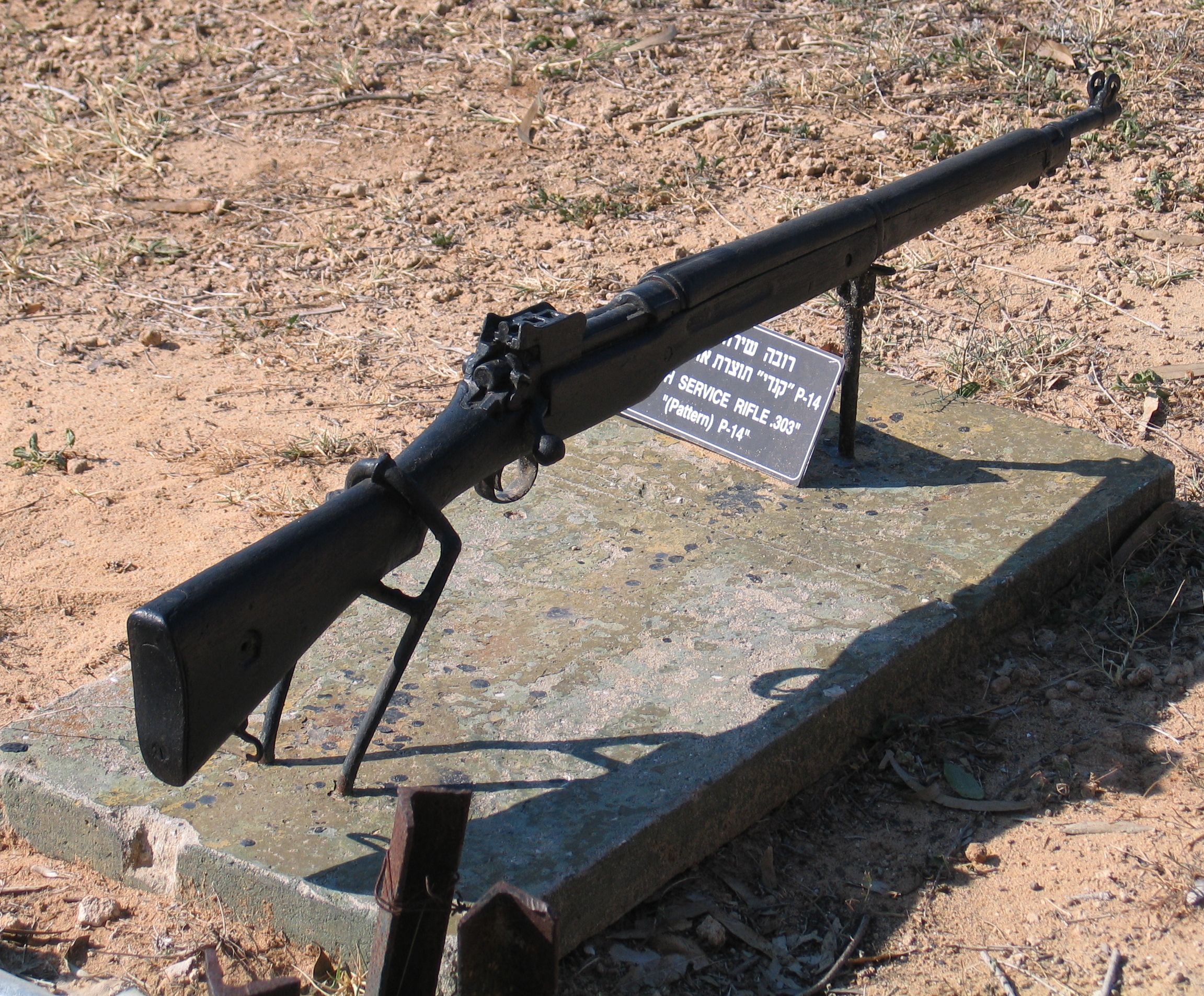
Un P14 israelí en la reconstrucción del campo de batalla de Yad Mordechai.

- Filipinas: utilizado por las guerrillas de Filipinas antes de la Segunda Guerra Mundial
- India
- Irlanda: utilizado durante La Emergencia[cita requerida]
- Israel
- Luxemburgo
- Noruega: Lo utilizó después de la Segunda Guerra Mundial
- Polonia: Utilizado por la Policía y el KOP antes de la Segunda Guerra Mundial